# Крістіан Португес
Крістіан Португес Мансенера (ісп. Cristian Portugués Manzanera), більш відомий як просто Порту (ісп. Portu), нар. 21 травня 1992, Мурсія) — іспанський футболіст, півзахисник, нападник клубу «Жирона».

## Ігрова кар'єра
Народився 21 травня 1992 року в місті Мурсія. Вихованець футбольної школи клубу «Валенсія». З 2009 року став виступати за резервну команду «Валенсія Месталья», в якій провів чотири сезони, взявши участь у 103 матчах Сегунди Б.
27 лютого 2014 року Порту дебютував у першій команді «Валенсії» під керівництвом тренера Хуана Антоніо Піцці, вийшовши на заміну замість Федеріко Картабії на 81-й хвилині домашнього поєдинку проти київського «Динамо» (0:0), що проходив в рамках 1/16 фіналу Ліги Європи УЄФА 2013/14. Через три дні він вперше зіграв у Ла Лізі, вийшовши в основному складі в гостьовому матчі з «Райо Вальєкано» (0:1). Після цього за першу команду «кажанів» більше не грав.
11 липня 2014 року Португес перейшов у клуб Сегунди «Альбасете», за який відіграв наступні два сезони своєї ігрової кар'єри. Більшість часу, проведеного у складі «Альбасете», був основним гравцем команди, втім за підсумками другого з них команда вилетіла до третього дивізіону.
Після цього 21 червня 2016 року Порту підписав трирічну угоду з «Жироною» з Сегунди. Там у дебютному сезоні він забив вісім голів та віддав вісім результативних передач, допомігши команді вперше в історії вийти до Прімери. У наступному сезоні, 29 вересня 2017 року, він забив свій перший гол в іспанському вищому дивізіоні, відзначившись в матчі проти «Сельти» (3:3), а загалом за сезон забивши 11 голів у 37 матчах. У квітні 2018 року він поновив контракт з «Жироною» до червня 2022 року.
Після вильоту «Жирони», 18 червня 2019 року, Португес перейшов у «Реал Сосьєдад» за 10 мільйонів євро, підписавши п'ятирічний контракт. Станом на 28 липня 2020 року відіграв за клуб із Сан-Себастьяна 35 матчів в національному чемпіонаті.

## Статистика виступів

### Статистика клубних виступів
| Сезон                         | Команда                       | Чемпіонат                     | Чемпіонат | Чемпіонат | Національний кубок | Національний кубок | Національний кубок | Континентальні кубки | Континентальні кубки | Континентальні кубки | Інші змагання | Інші змагання | Інші змагання | Усього | Усього | Усього |
| Сезон                         | Команда                       | Ліга                          | Ігор      | Голів     | Ліга               | Ігор               | Голів              | Ліга                 | Ігор                 | Голів                | Ліга          | Ігор          | Голів         | Ігор   | Голів  |        |
| ----------------------------- | ----------------------------- | ----------------------------- | --------- | --------- | ------------------ | ------------------ | ------------------ | -------------------- | -------------------- | -------------------- | ------------- | ------------- | ------------- | ------ | ------ | ------ |
| 2011–12                       | «Валенсія Месталья»           | СДБ                           | 33        | 2         | КІ                 | -                  | -                  | -                    | -                    | -                    | -             | -             | -             | 33     | 2      |        |
| 2012–13                       | «Валенсія Месталья»           | СДБ                           | 34        | 1         | КІ                 | -                  | -                  | -                    | -                    | -                    | -             | -             | -             | 34     | 1      |        |
| 2013–14                       | «Валенсія Месталья»           | СДБ                           | 36        | 1         | КІ                 | -                  | -                  | -                    | -                    | -                    | -             | -             | -             | 36     | 1      |        |
| Усього за «Валенсію Месталья» | Усього за «Валенсію Месталья» | Усього за «Валенсію Месталья» | 103       | 4         |                    | -                  | -                  |                      | -                    | -                    |               | -             | -             | 103    | 4      |        |
| 2013–14                       | «Валенсія»                    | ПД                            | 1         | 0         | КІ                 | 0                  | 0                  | ЛЄ                   | 1                    | 0                    | -             | -             | -             | 2      | 0      |        |
| 2014–15                       | «Альбасете»                   | СД                            | 36        | 6         | КІ                 | 3                  | 0                  | -                    | -                    | -                    | -             | -             | -             | 39     | 6      |        |
| 2015–16                       | «Альбасете»                   | СД                            | 39        | 6         | КІ                 | 1                  | 0                  | -                    | -                    | -                    | -             | -             | -             | 40     | 6      |        |
| Усього за «Альбасете»         | Усього за «Альбасете»         | Усього за «Альбасете»         | 75        | 12        |                    | 4                  | 0                  |                      | -                    | -                    |               | -             | -             | 79     | 12     |        |
| 2016–17                       | «Жирона»                      | СД                            | 41        | 8         | КІ                 | 0                  | 0                  | -                    | -                    | -                    | -             | -             | -             | 41     | 8      |        |
| 2017–18                       | «Жирона»                      | ПД                            | 37        | 11        | КІ                 | 0                  | 0                  | -                    | -                    | -                    | -             | -             | -             | 37     | 11     |        |
| 2018–19                       | «Жирона»                      | ПД                            | 34        | 9         | КІ                 | 3                  | 1                  | -                    | -                    | -                    | -             | -             | -             | 37     | 10     |        |
| Усього за «Жирону»            | Усього за «Жирону»            | Усього за «Жирону»            | 112       | 28        |                    | 3                  | 1                  |                      | -                    | -                    |               | -             | -             | 115    | 29     |        |
| 2019–20                       | «Реал Сосьєдад»               | ПД                            | 22        | 7         | КІ                 | 5                  | 0                  | -                    | -                    | -                    | -             | -             | -             | 27     | 7      |        |
| Усього за кар'єру             | Усього за кар'єру             | Усього за кар'єру             | 313       | 51        |                    | 12                 | 1                  |                      | 1                    | 0                    |               | -             | -             | 326    | 52     |        |

## Титули і досягнення
- Володар Кубка Іспанії (1):

«Реал Сосьєдад»: 2019-20